# Parábola de la vid verdadera

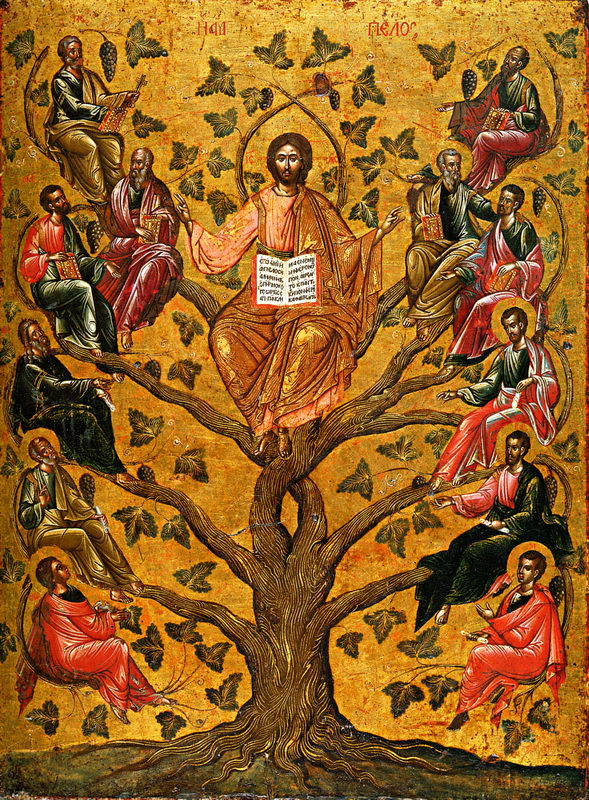
Cristo, la vid verdadera, icono griego del siglo XVI

La Parábola de la vid verdadera (en griego: ἡ ἄμπελος ἡ ἀληθινή hē ampelos hē alēthinē) es una alegoría o  parábola dada por Jesús en el Nuevo Testamento.  Se encuentra en el Juan 15:1-17, describe a los discípulos de Jesús como sarmientos de él mismo, que es descrito como la "verdadera vid", y a Dios Padre como el "labrador".

## Texto bíblico
Según  san Juan (15; 1-8)

»Yo soy la vid verdadera y mi Padre es el labrador. Todo sarmiento que en mí no da fruto lo corta, y todo el que da fruto lo poda para que dé más fruto. Vosotros ya estáis limpios por la palabra que os he hablado. Permaneced en mí y yo en vosotros. Como el sarmiento no puede dar fruto por sí mismo si no permanece en la vid, así tampoco vosotros si no permanecéis en mí. Yo soy la vid, vosotros los sarmientos. El que permanece en mí y yo en él, ése da mucho fruto, porque sin mí no podéis hacer nada. Si alguno no permanece en mí es arrojado fuera, como los sarmientos, y se seca; luego los recogen, los arrojan al fuego y arden. Si permanecéis en mí y mis palabras permanecen en vosotros, pedid lo que queráis y se os concederá. 8En esto es glorificado mi Padre, en que deis mucho fruto y seáis discípulos míos.

## ¿Es esto una parábola?

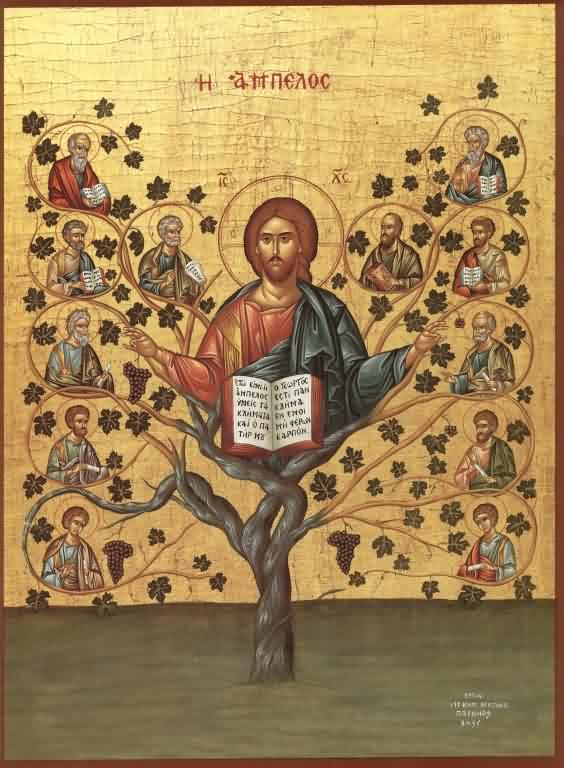
Icono de Cristo como la verdadera vid.

Varios autores como Bárbara Reid, Arland Hultgren o Donald Griggs comentan que "las parábolas están notablemente ausentes del Evangelio de Juan". Según la Enciclopedia católica, "No hay parábolas en el Evangelio de Juan"; y según la Encyclopædia Britannica, "Aquí la enseñanza de Jesús no contiene parábolas y sí tres alegorías, los Sinópticos la presentan como parabólica de cabo a rabo. " Todas estas fuentes sugieren que el pasaje se describe mejor como una metáfora que como una parábola. Algunos escritores, sin embargo, en particular Juan Calvino, se refirieron al pasaje con un término latín que suele traducirse al español como "parábola".

## Interpretación de la Iglesia católica
La imagen de la vid se empleaba en el Antiguo Testamento para significar al pueblo de Israel. En el Nuevo Testamento, al hablar de los sarmientos, expresa cómo Jesús y quienes están unidos a Él forman el nuevo Israel de Dios, la Iglesia, cuya cabeza es Cristo. Hace falta estar unidos a la nueva y verdadera Vid, a Cristo, para producir fruto. No se trata ya tan sólo de pertenecer a una comunidad, sino de vivir la vida de Cristo, vida de la gracia, que es la savia vivificante que anima al creyente y le capacita para dar frutos de vida eterna. 

«En Él y por Él hemos sido regenerados en el Espíritu para producir fruto de vida, no de aquella vida caduca y antigua, sino de la vida nueva que se funda en su amor. Y esta vida la conservaremos si perseveramos unidos a Él y como injertados en su Persona; si seguimos fielmente los mandamientos que nos dio y procuramos conservar los grandes bienes que nos confió, esforzándonos por no contristar, ni en lo más mínimo, al Espíritu que habita en nosotros, pues, por medio de Él, Dios mismo tiene su morada en nuestro interior» 

El Concilio Vaticano II, citando el presente pasaje de San Juan, enseña cómo debe ser el apostolado de los cristianos: 

«Puesto que Cristo, enviado por el Padre, es la fuente y origen de todo el apostolado de la Iglesia, es evidente que la fecundidad del apostolado de los laicos depende de la unión vital que tengan con Cristo. Lo afirma el Señor: El que permanece en mí y yo en él, ése da mucho fruto, porque sin mí no podéis hacer nada. Esta vida de unión íntima con Cristo en la Iglesia se nutre con los auxilios espirituales comunes a todos los fieles, sobre todo mediante la participación activa en la Sagrada Liturgia. Los laicos deben servirse de estos auxilios de tal forma que, al cumplir debidamente sus obligaciones en medio del mundo, en las circunstancias ordinarias de la vida, no separen la unión con Cristo de su vida privada, sino que crezcan intensamente en esa unión realizando sus tareas en conformidad con la Voluntad de Dios».